# Richard B. Setlow
Richard Burton Setlow (* 19. Januar 1921 in New York City; † 6. April 2015) war ein US-amerikanischer Biophysiker. Er war ein Pionier in der Erforschung der DNA-Reparatur.
Richard Setlow wuchs in Brooklyn auf, besuchte die Townsend Harris High School und studierte Physik am Swarthmore College mit dem Bachelor-Abschluss 1941. Er wurde 1947 an der Yale University in Physik promoviert, wobei er sich dort schon der Biophysik und Strahlungsbiologie zuwandte. Er lehrte bis 1961 zuletzt als Associate Professor in Yale (wo er Direktor für Undergraduate Studies in Physik und Biophysik war) an der dortigen Medical School und ging dann an das Oak Ridge National Laboratory, ab 1964 als Gruppenleiter. Dort wandte er sich der Erforschung der DNA-Reparatur zu. Von 1967 bis 1974 war er Professor für Biomedizin an der University of Tennessee in Oak Ridge. 1974 ging er an das Brookhaven National Laboratory als Senior Scientist. Dort wurde er 1979 Leiter der Abteilung Biologie und 1986 Associate Director für Biologie, was er bis 1998 blieb. Danach wandte er sich wieder der Forschung zu. 2006 wurde er Senior Scientist Emeritus. Er war außerdem Adjunct Professor an der Stony Brook University.
In den 1960er Jahren zeigte er, dass UV-Bestrahlung zu Defekten in der DNA von Bakterien führt, die durch Enzyme wieder ausgebessert wurden (Entdeckung der Basenexzisionsreparatur 1964).
In den 1990er Jahren zeigte er bei Experimenten an hybriden, UV-sensitiven Fischen, dass nicht nur UV-B (die kurzwelligen Komponenten) Strahlung der Sonne für Melanome verantwortlich ist wie bis dahin vielfach angenommen, sondern ebenso UV-A (die langwelligeren Komponenten). Er untersuchte auch die Gefährlichkeit kosmischer Strahlung für bemannte Weltraummissionen und den Einfluss lichtinduzierter chemischer Reaktionen in der Haut auf die Entstehung von Hautkrebs.
Setlow war Mitglied der National Academy of Sciences (1973), der American Academy of Arts and Sciences (1975) und der American Association for the Advancement of Science (1988). 1988 erhielt er den Enrico-Fermi-Preis. Er war Ehrendoktor der York University und der Universität Essen.

## Schriften
- mit Phil Hanawalt (Hrsg.): Molecular Mechanisms for Repair of DNA, 2 Bände, Plenum 1975
- mit Ernest C. Pollard: Molecular Biophysics, Addison-Wesley 1962